# 山縣美季
山縣 美季（やまがた みき、Miki Yamagata、2002年3月11日 - ）は、日本のピアニスト。

## 経歴
神奈川県鎌倉市出身。4歳からピアノを習い始めた。幼稚園での習い事として、母から「ピアノか体操のどちらかやってみない？」と聞かれたのがきっかけ。
東京藝術大学音楽学部附属音楽高等学校を経て、東京藝術大学宗次德二特待奨学生として東京藝術大学卒業、2024年現在は同大学院の修士課程に在籍する一方、パリ国立高等音楽・舞踊学校第二課程（日本の修士課程に相当）に留学している。
日本では東誠三、日比谷友妃子に師事。シャネル・ピグマリオン・デイズ2022参加アーティスト。2022年度・2023年度ロームミュージックファンデーション奨学生。

## 人物
ショパン、シューベルト、フランク、フォーレを主要なレパートリーとしている。シャネル・ピグマリオンデイズでは、2022年に開催した5回のリサイタル全てにシューベルトの曲目を含めていた。フランクの「前奏曲、コラールとフーガ」は2020年のピティナ特級二次予選を含め、何度か演奏されている。
趣味は2匹の飼い猫（サイベリアン）と遊ぶこと、おいしい物を食べること。愛猫と遊ぶ様子は、自身のInstagramアカウントより発信されている。
ステージ衣装にこだわりがあり、ドレス選びについて「自分が持つ作品のイメージを共有するための道具であり、表現の一部」とも語っている。既製品に留まらず、オーダー衣装を着用していることもある。
雑誌「月刊Piano」で、2024年8月号より「音のある景色」を連載中。

## 受賞歴
- 2017年 第41回ピティナ・ピアノコンペティション　2台ピアノ上級部門第1位[9] - 森永冬香との共演
- 2018年 第2回ノアンフェスティバルピアノコンクール A1部門第1位・ノアン賞受賞[10]
- 2019年 第35回かながわ音楽コンクール ユースピアノ部門最優秀賞、神奈川県知事賞（大賞）[11]、ピアノ部門第1位[12]
- 2020年 第4回ベートーヴェン国際ピアノコンクール　アジアD部門第1位[13] 第44回ピティナ・ピアノコンペティション 特級ファイナル入選[14] 第89回日本音楽コンクール　ピアノ部門第1位[15]、及び野村賞、井口賞、河合賞、三宅賞、アルゲリッチ芸術振興財団賞受賞

## 出演歴

### テレビ
- クラシック音楽館 （2021年10月9日、Eテレ）

### 動画

#### 第18回ショパンコンクール 2021
- Miki Yamagata - YouTube
- (preliminary round), session 1, 22.07.2021（3h49m20s〜） - YouTube

#### 第5回　高松国際ピアノコンクール 2023
- 第3次審査　2日目 2023/02/20 - YouTube

#### 第19回ショパンコンクール 2025
- (preliminary round) 1st session, 30.04.2025（3h1m28s〜） - YouTube